# Route nationale 575
Die N575 war von 1933 bis 1973 eine französische Nationalstraße, die zwischen Orange und Vaison-la-Romaine verlief. Ihre Länge betrug 27 Kilometer.